# Wilhelm Wattenbach
Wilhelm Wattenbach (Rantzau, 22 settembre 1819 – Francoforte sul Meno, 20 settembre 1897) è stato uno storico e archivista tedesco.

## Biografia
Nacque a Rantzau in Holstein. Studiò filologia presso le università di Bonn, Gottinga e Berlino, nel 1843 iniziò a lavorare su Monumenta Germaniae Historica. Nel 1855 fu nominato archivista a Breslavia; nel 1862 divenne professore di storia a Heidelberg, e dieci anni dopo fu professore a Berlino, dove diresse anche il Monumenta Germaniae Historica. Morì a Francoforte.
Wattenbach si distingueva per la sua conoscenza approfondita delle cronache e altri documenti originali del Medioevo, infatti la sua opera più notevole fu fatta in questo campo.

## Opere
- Deutschlands Geschichtsquellen im Mittelalter bis zur Mitte des XIII. Jahrhunderts (1858)[1]
- Anleitung zur lateinischen Paläographie (Lipsia, 1869, rifatta nel 1886)
- Das Schriftwesen im Mittelalter (Lipsia, 1871, rifatta nel 1896)
- Beiträge zur Geschichte der christlichen Kirche in Böhmen und Mähren (Vienna, 1849)
- Geschichte des römischen Papsttums (Berlin, 1876)
- Anleitung zur griechischen Paläographie (Lipsia, 1867, rifatta nel 1895)